# Antoine Hajje
Antoine Hajje, né le 5 septembre 1904 à Larnaca (Chypre) et mort fusillé le 20 septembre 1941 à la forteresse du Mont-Valérien, est un avocat français en particulier membre de l'association juridique internationale (AJI) ainsi qu'un résistant.

## Biographie
Antoine Hajje, fils de François Hajje et de Sylvie Montovance, est d'origine syrienne, naturalisé français en 1926. Il est titulaire d'un doctorat en sciences juridiques et sciences économiques et politiques. C'est à Paris où il vit à partir de 1928 qu'il commence sa carrière d'avocat.
En 1931, il fait partie du Secours rouge international (SRI). Fin 1931, il quitte la Grande Loge de France et adhère au Parti communiste français l'année suivante. Il se préoccupe notamment de défendre les libertés syndicales, politiques et de presse en Syrie, alors administrée par la France. Il publie dans L'Humanité une série d'articles sur le sujet. En 1934, au nom de l’AJI, Antoine Hajje se rend à Sofia pour assister aux séances du procès de militants communistes.
Défenseur des syndicalistes et des communistes poursuivis pour leurs activités pendant la Seconde Guerre mondiale, il est arrêté lui-même le 25 juin 1941 et interné au camp de Royallieu à Compiègne. Le 20 septembre 1941, il est fusillé comme otage par les Allemands au Mont-Valérien avec douze autres prisonniers, dont ses confrères Georges Pitard et Michel Rolnikas.
Antoine Hajje est déclaré « Mort pour la France » par décret du 26 octobre 1945.
Après-guerre, sa femme, Hélène Hajje (née Everling), dirige l’Association nationale des victimes des persécutions nazies, qui fusionne avec le Secours populaire français (SPF), et est secrétaire de l’Association nationale des familles de fusillés et massacrés.

## Hommages
- La rue Antoine-Hajje dans le 15e arrondissement de Paris est ainsi dénommée par arrêté du 28 octobre 1954.
- Abdallah Naaman, Les Orientaux de France, 1er-XXIe siècle, Ellipses, 2019.